# Segregación sexual en Irán
La segregación sexual en Irán abarca prácticas derivadas del dogma conservador del Islam chiita que actualmente se desarrolla en Irán. La mayoría de las áreas del país están segregadas por sexo, excepto las universidades. 

## Era Reza Shah
Reza Shah estaba en contra de la segregación sexual y ordenó a la Universidad de Teherán la inscripción de la primera mujer en 1936. Reza Shah reveló por la fuerza a las mujeres y promovió su educación en el modelo Atatürk de Turquía. 

## Pos-revolución islámica

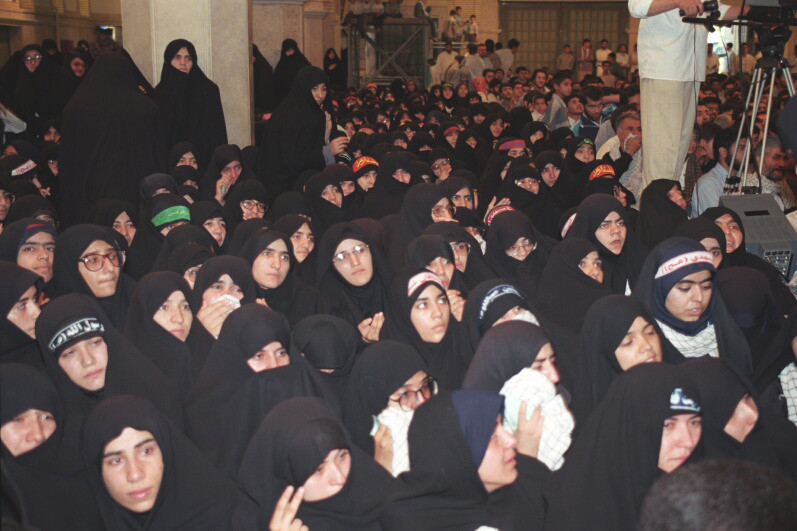
Estudiantes de Basiji reunidas con Alí Jamenei, 1999

Cuando Ruhollah Jomeini pidió que las mujeres asistieran a una manifestación pública e ignoraran el toque de queda nocturno, millones de mujeres que de otro modo no habrían soñado con abandonar sus hogares sin el permiso o la presencia de sus esposos y padres, salieron a las calles. El llamado a levantarse contra Mohammad Reza Shah eliminó cualquier duda en la mente de muchas devotas musulmanas sobre la conveniencia de salir a la calle durante el día o la noche. Después de la revolución islámica, sin embargo, Jomeini anunció públicamente su desaprobación de mezcla entre los sexos.
Jomeini favoreció a las escuelas de un solo sexo en su discurso en el aniversario del nacimiento de Fátima bint Muhammad, diciendo: 

As the religious leaders have influence and power in this country, they will not permit girls to study in the same school with boys. They will not permit women to teach at boys' schools. They will not permit men to teach at girls' schools. They will not allow corruption in this country.
Como los líderes religiosos tienen influencia y poder en este país, no permitirán que las niñas estudien en la misma escuela que los niños. No permitirán que las mujeres enseñen en las escuelas de niños. No permitirán que los hombres enseñen en las escuelas de niñas. No permitirán la corrupción en este país.

La segregación sexual de lugares públicos como playas o piscinas fue ordenada e introducida legalmente. 
Los jóvenes no pueden estar en contacto con las chicas, excepto bajo la presencia de los padres. Deben tener la intención de casarse y hasta el matrimonio estar bajo el control de los padres.

### Autobuses urbanos
Los autobuses están divididos en dos partes. Los hombres deben subir y bajar por la puerta principal, mientras que la sección trasera y las puertas traseras están destinadas a mujeres. Aunque los servicios de autobuses están segregados por sexo, se requiere que las mujeres permanezcan completamente cubiertas mientras están dentro del autobús. En otras ciudades, como Mashhad, se impidió que hombres y mujeres viajaran en el mismo autobús. Tradicionalmente, en Irán no es aceptable que un hombre se siente o se pare al lado de una mujer no mahram en lugares públicos.

### Metro de Teherán
Hay vagones especiales específicos para las mujeres y, de acuerdo con las leyes del metro, la entrada de hombres en estos es ilegal. También de acuerdo con los códigos penales islámicos, si una mujer tiene una objeción contra un hombre, esto se considera violencia femenina y tiene castigo legal.

### Código de vestimenta

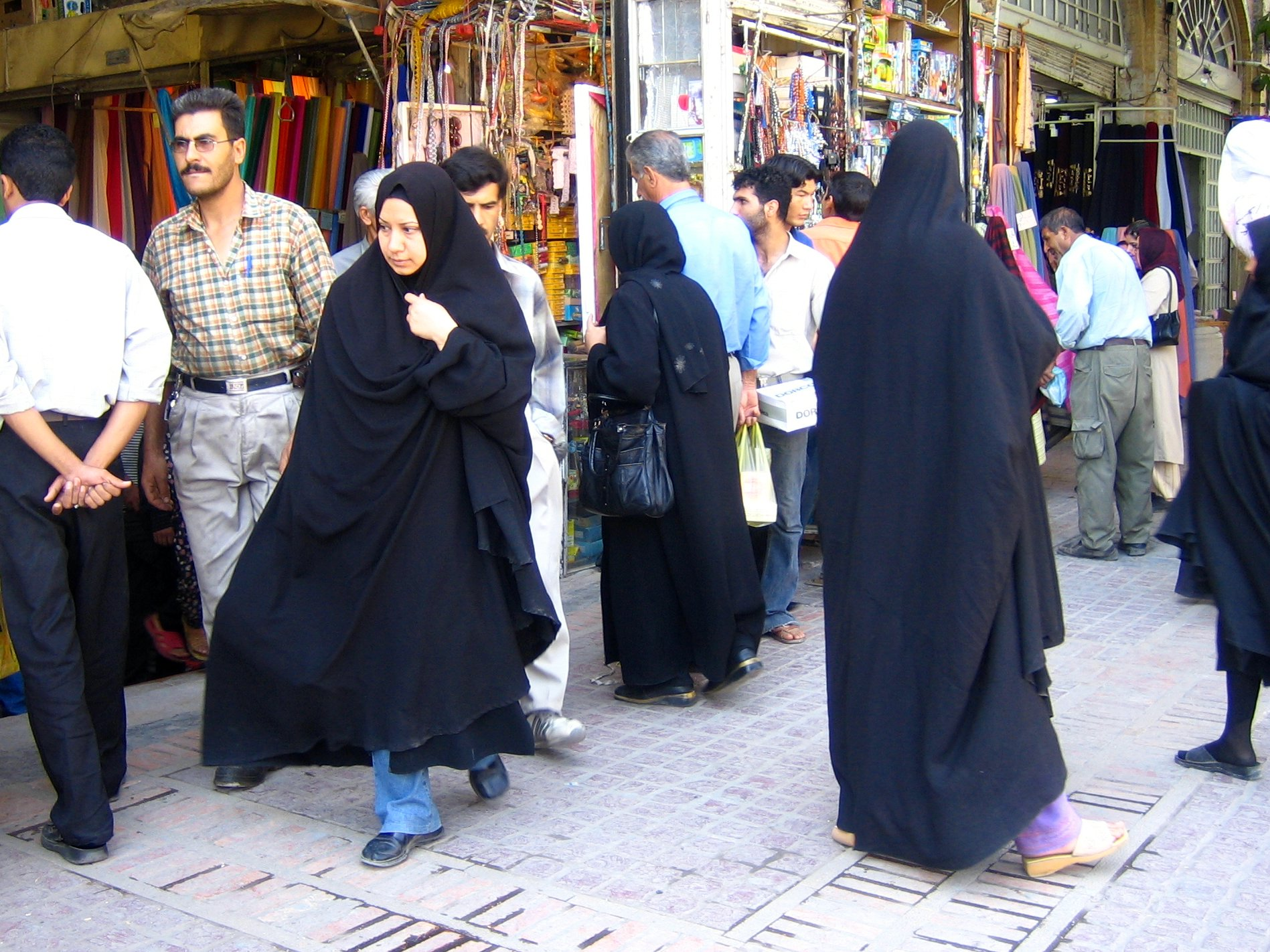
Mujeres vestidas de chador en Shiraz

Después de la revolución, el Parlamento obligó a todas las mujeres a usar el velo y, por primera vez, las normas que prescriben el Hiyab como vestimenta adecuada para las mujeres se incorporaron a la ley.
De acuerdo con la ley, la ropa de mujer debe cumplir las siguientes condiciones:
- Las mujeres deben cubrir todo su cuerpo excepto sus caras y manos (desde la muñeca hasta los dedos).
- Las mujeres que eligen no usar chador, deben usar un abrigo largo llamado manteau, lo suficientemente grueso como para ocultar lo que está debajo y ser holgado.
- Las mujeres no deben usar ropa de colores brillantes o ropa adornada para atraer la atención de los hombres.[7] Aunque en los últimos años muchas mujeres usan vestidos más coloridos en público y esto parece ser tolerado por la policía moral.

En consecuencia, el mal hijabi (velo incorrecto) fue considerado un delito cultural. La ley lo define como: «cabeza descubierta, que muestra maquillaje, brazos y piernas descubiertas, ropa delgada y transparente, ropa ajustada como pantalones sin un overol, ropa con palabras, signos o imágenes extranjeras, esmalte de uñas, ropa de colores brillantes y modos inadecuados de movimiento corporal o conversación». El castigo del mal hijabi fue de 74 latigazos en la Ley Penal de 1983. En 1996, se reformó la ley y el castigo se redujo a prisión (de diez días a cuatro meses) y/o una multa (de 50 000 a 500 000 riales).
Las mujeres iraníes no están obligadas a usar el Chador. Algunas lo hacen, ya que usarlo es un reclamo de respetabilidad y piedad islámica. Sin embargo, también pueden cumplir con los requisitos del gobierno para la vestimenta modesta al usar una combinación de pañuelo en la cabeza y manteau. 
Los hombres también se preocupan por el velo. Al igual que las mujeres, no se les permite exhibir sus piernas o la parte superior del torso. Aunque no está prohibido usar corbatas o pajaritas, ya que se consideran signos de influencia occidental, no son aceptables como norma oficial. Usar aretes está prohibido para los hombres.

### Eventos deportivos

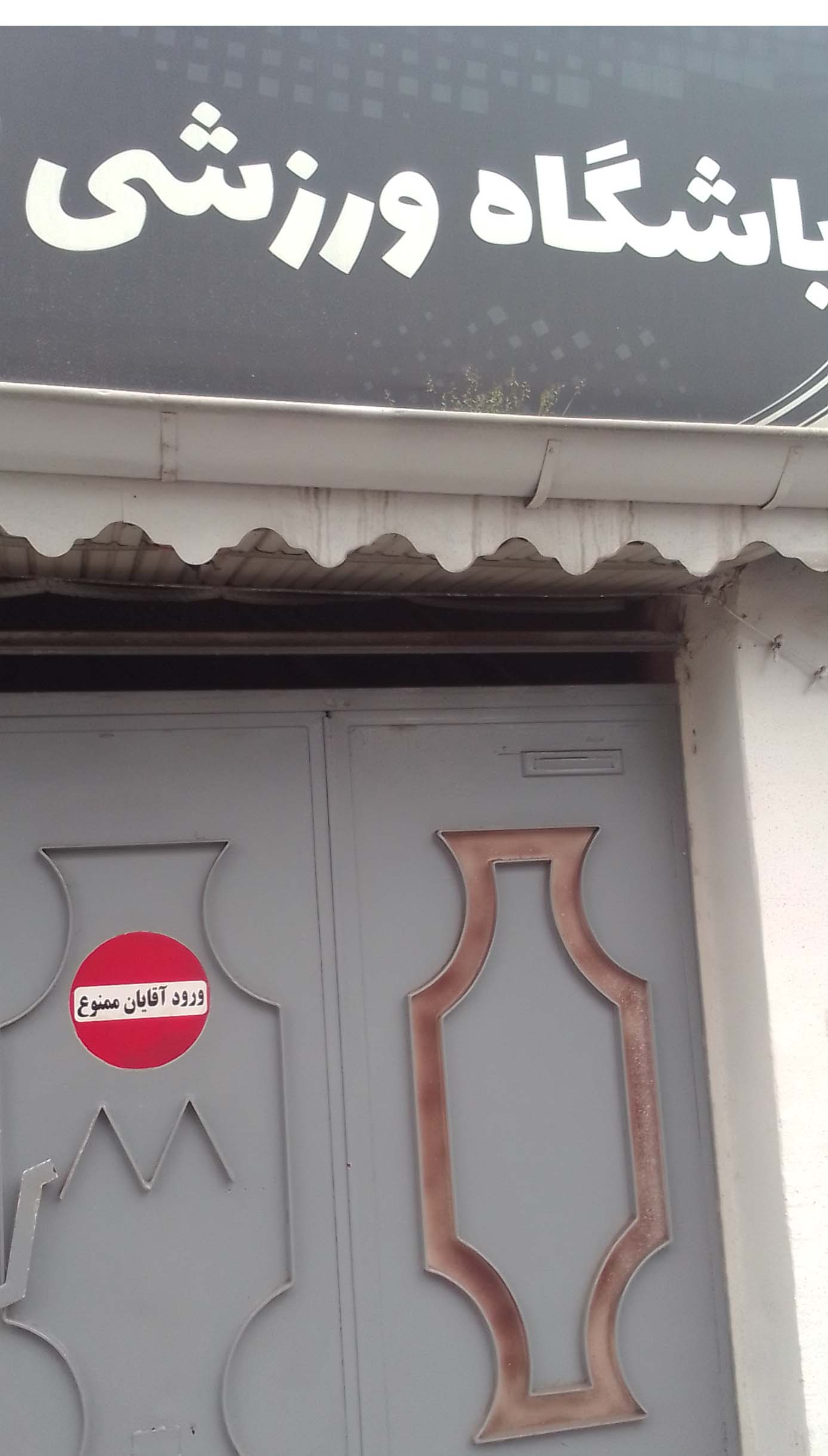
No entrada para hombre in gimnasio in Iran. invierno 2022

Los hombres no pueden ver eventos deportivos femeninos. Hosein Fekri, un funcionario de asuntos deportivos, en los primeros años de la revolución islámica, dijo: "Crearemos muros en cualquier lugar donde las mujeres practiquen deportes para evitar que los hombres vean incluso si es un patio de tenis". 
La película Offside de 2006 trata sobre la prohibición de asistencia femenina a partidos de fútbol masculino.

### Reservas de esquí
El general Hosein Sajedi-nia dijo que los oficiales de policía evitarán que los esquiadores en las reservas de esquí de Teherán tengan comportamientos inmorales. La policía está involucrada en mejorar la segregación sexual entre esquiadores masculinos y femeninos.

## Otras lecturas
- Hoodfar, Homa; Sadr, Shadi (2010). «Islamic Politics and Women's Quest for Gender Equality in Iran». Third World Quarterly 31 (6): 885-903. doi:10.1080/01436597.2010.502717.

- Datos: Q7458537
- Multimedia: Sex segregation in Iran / Q7458537